# ケナシコルウナルペ
ケナシウナラペ（ケナㇱウナㇻペ、kenas unarpe）またはケナシコルウナルペ は、アイヌに伝わる妖怪。
蓬髪の山姥とも、怪鳥だともいわれる。

## 名称
ケナㇱウナㇻペ（ケナシウナルペ）の名称は「木原の姥（おばさん）」（または「低木の生えた沼沢地」＋「おばさん」）の意で、沙流郡や幌別地方（胆振）では「ケナシコルウナルペ」と呼ぶ。他にも湿地の小母を意味するニタッウナラベ（nitat unarpe）などの名があるほか、天塩地方では「山の魔」の意味でイワメテイェプ（iwa met e-yep[?]）とも呼ばれる。

## 概要
ケナシウナラペは、沙流郡や幌別地方（胆振）の伝承では、振り乱したざんばら髪の怪女で、山姥とも比較される。動物を呪いで使役し、あるいは変化もさせて人間を襲わせる（すなわち栗鼠を子熊に化けさせる。 § 子熊捕獲の説話参照）。樹木の空洞や川岸の柳原などに棲んでいる怪女といわれ、そうした場所では人が泊ることを戒められていた。
髪が前垂れになっていて、前後がわからないといわれる（のっぺらぼう § 類例参照）。前髪が垂れて顔が隠れたケナシウナラペがアイヌの村に下って夫をもつが、やがて子供をつれていなくなってしまう説話もある。あるいは黒い顔には目や口が無く、親指のような鼻が付いているのみであるとも描写される。
起源神話としては、創造神コタンカㇻカムイが火の起こし方を発明しようとして白楊（ドロノキ）で失敗し、その二柱の悪神が生まれた:ドロノキの火鑚杵（発火錐）がケナシウナラペ、火鑚臼がモシリシンナイサム（詳細は後者記事参照）となった。異聞では、最高神が、世界創造の道具として作った60振りの斧を打ち捨てたら、それがやがて朽ちて泥沼化し、ついで「湿地の母」と「湿地の叔母」（ニタッウナラベ）という二人の悪魔になったというものである。彼女らやその子孫一族は熊を飼っていて馬や人間さえも襲わせ、病気にさせ、癲癇発作を起こさせるという。
神謡（ユーカラ）では、子熊を生捕りにして山から降ろす最中に、魔神の矢（wen-kamuy ai）を射かけて、その熊の毛皮を変質させてしまうと言われる。
ニール・ゴードン・マンローによれば、この湿地の悪神（wen kamui）は、髪を前に垂らして隠して、狩猟の女神ハシナウウクカムイの格好とふりをして狩猟者たちのもとに現れ、彼らを惑わすという。すなわち、ハンターが獲物に矢を射当てたと思ったとたん、獲物がいなくなったり、無傷のまま逃げたおおせる。また彼女は、一種の吸血ヴァンパイアでもあり、負傷者や、野営しているハンターの血を吸ったりもするという
さらにはマンローによれば、難産のばあい、いささか脱法的にこの悪神に祈り、不浄なこの仕事に関わらせて手助けさせることができる。すなわち善神公認のうえでやらせる、という特別な祈祷（shi-upashkuma itak、「本当の・昔話・詞」）をもちいるのである。悪神への報酬は、血をひとくちだという。

### 怪鳥
異説では、ケナシウナラペはミミズクの一種であるアフン・ラサンペ（ahunrasampe、コミミズク）に似た怪島だという。ケナシウナラペは悪い鳥で、人を化かす習性がある。
これについては藤村久和の説明では、アイヌの神は、ケナシウナラペも山の神である熊も、本来の動物の姿でいるときはそうでもないが、鎧（ハヨクペ、hayokpe）をぬいで人間の姿に変身する時は、大それた悪事を働くようになるのだという。

## 伝承

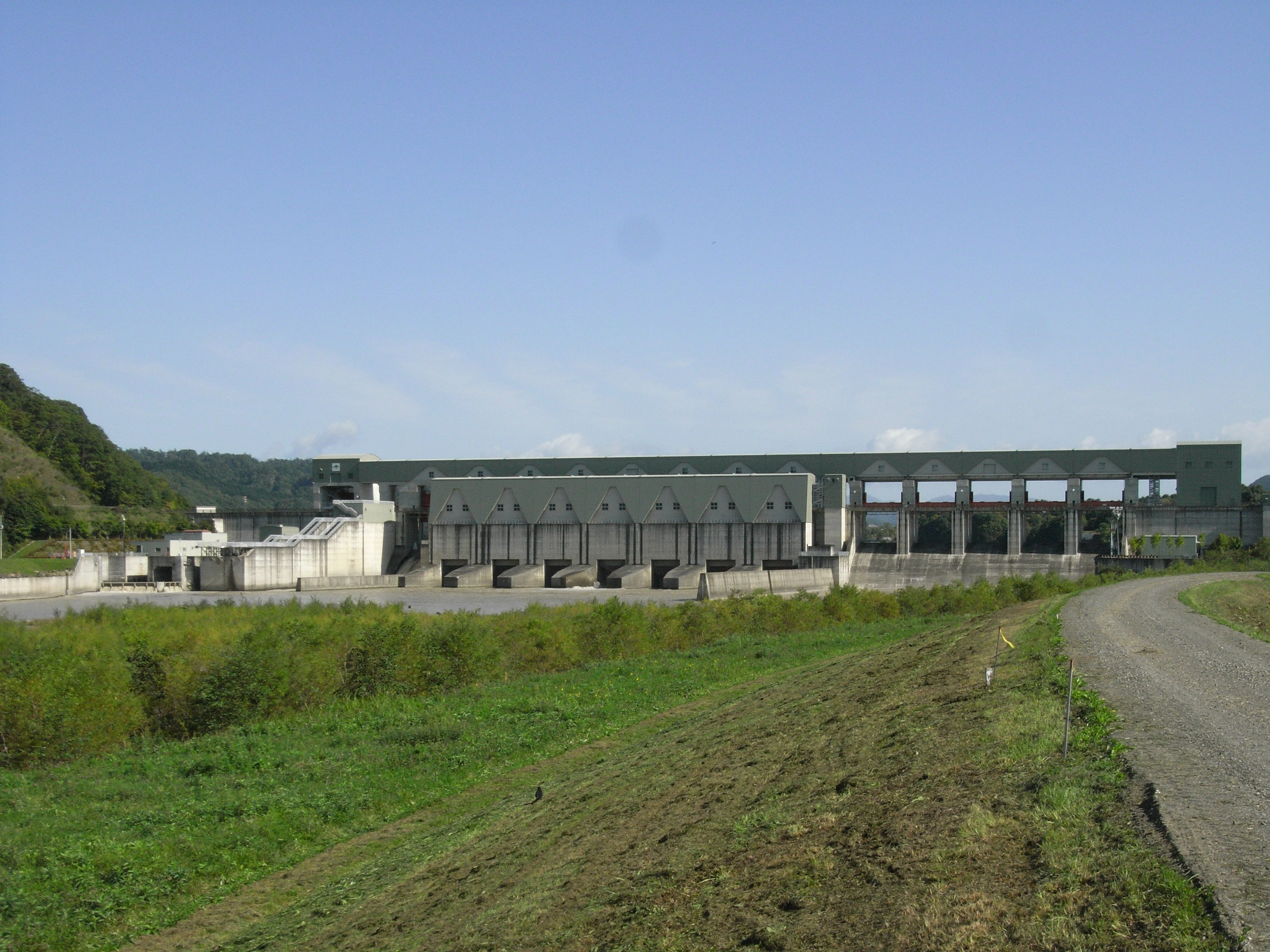
二風谷

### 子熊捕獲
沙流郡二風谷部落での話。ある男が山で親からはぐれた小熊を捕らえ、自宅で檻で育てて大きくしていると、ある夜窓からのぞいてみると、蓬髪のケナシコルウナルペが檻の前に現れており、檻の小熊は禿頭の少年に姿を変えて、女の手拍子に合わせて踊っていた。村の長老は、悪魔払いを講じて、特別な木幣（イナウ）を配置したのち、しきたりに背いた熊送りもどきをおこない、子熊を貞操帯でしばって連れ出し棍棒で叩くと、それは木鼠（リス）の死体となって転がった。よってはぐれた子熊を安直に山から拾ってくるな、との戒めが伝えられる（すなわちケナシコルウナルペが化けさせていた動物だったわけで、見た目は子熊だったが正体はリスだったのである）。教訓として、はぐれた子熊を安易に山から拾ってくるな、との戒めが伝えられる。
類話によれば、ニタッウナルペが自分の息子を子熊に化けさせてわざと放ち、騙されたニシパ（名士、金持ち）が檻で飼って、異様に大食いなその熊を金が尽きかけるまで育てたところ、熊追いも近くなった頃、夜に犬が吠えるので覗いてみると、ニタッウナルペが檻のそとで、熊送りのときのセッカリウポポ（set kari upopo）を踊っていて、息子にも縄をつけ赤い服を着せて踊らせていた。これは彼らが逆に中の人間を殺してしまうつもりで踊っていたのだという。やはり、なんでも神様の授かりものとしてなんでも拾ってくるのにたいしての警告が添えられる。

### 川上の長者の娘の物語
織田ステノ（1981年述）「川上の長者の娘の物語」では主人公の川上の長者の娘に巫力があり、嫁がとつぐごと次々殺される川中の長者の下の息子の元へと派遣される。ついには川中の長者の下の息子に魔の手が伸び、何者かが盃になにか盛ったのを娘がとりあげる。娘は火の神様の助力を得ているので、悪神の捕縛を依頼する。その張本人の「木原の妖女」（ケナシウナラペ）が若者に横恋慕しており、ついにはその命を奪って連れて行こうとしたのだが、祈祷や薬の甲斐あって若者は快癒し、そのまま娘を嫁に迎えた。この話のように、正体を見破られた悪神は魔力を失う。

### 夜鷹かコノハズクの由来
ジョン・バチェラー（1901年）所収の説話によれば、ヨタカ（あるいはコノハズク）の由来は、人間の赤ん坊がニタッウナルペにさらわれて鳥に換えられたなれの果てだという。母親が揺りかごに入れて木に掛けていた子がいなくなったので、村では子供が獣にとられたとあきらめていたが、その子が村じゅうの人の夢枕に立って、次第を語った。子供は、なんとか逃げ出して庭にやってきて「ハボトット、フチトット（乳くれ、婆さん、母さん）」と泣き叫んだが、獣の声と間違えられて気に留められず、ふたたび「沼婆」につかまり、その鳴き声のまま鳥にされてしまった。
バチェラーはアイヌがトキット totto と呼ぶ鳥をヨタカ（"goat sucker"、ヤギの乳を吸うという俗信によるラテン名 Caprimulgus の直訳）であると説明しているが、他の解説者によればトキット とは「声の仏法僧」の異名をもつコノハズクのことであるという。
類話では祖母とウバユリの根を採集にいった孫娘が「森の妖婆」にさらわれて、おっぱいをねだる声のコノハズクにされたという（釧路や十勝）。別の類話では、祖母とブドウ採りに行った孫がはぐれて死んで、神様が哀れんでトキット（コノハズク）に変身させた話になっている。